# کهن‌دارها
کهن‌دارها یا گینکواپسیدا (انگلیسی: Ginkgoopsida) یک رده پیشنهادی از گیاهان بی‌گل است که در سال ۱۹۸۴ توسط سرگئی وی. میِن (به انگلیسی: Sergei V. Meyen) معرفی شد. این رده به‌منظور دربرگیری رده کهن‌دارسانان (شامل کهن‌دار) به همراه تعدادی از گروه‌های منقرض‌شدهٔ گیاهان دانه‌دار تعریف شده است. میِن این گروه‌ها را بر اساس شباهت‌های مورفولوژیکی گرده‌ها، دانه‌ها، کوتیکول‌ها، شاخه‌های کوتاه و برگ‌ها به یکدیگر مرتبط قلمداد می‌کرد. اعتبار کلی این گروه از سوی سایر نویسندگان مورد تردید قرار گرفته است؛ زیرا به عقیده ایشان تشکیل یک گروه تک‌تبار برای آن محتمل به نظر نمی‌رسد. برخی نویسندگان از این رده به عنوان گروهی تک‌گونه استفاده کرده‌اند که تنها رده گینکوالِس را شامل می‌شود. همچنین، برخی دیگر از تبارشاخه گینکوفیتا (به انگلیسی: Ginkgophyta) به‌منظور دربرگیری هم‌زمان رده کهن‌دارسانان و رده چکانوسکی‌آلز بهره برده‌اند؛ گروه‌هایی که از نظر ساختاری به یکدیگر نزدیک تشخیص داده شده‌اند.